# Isole Esterne
Le Isole Esterne (Zil Elwannyen Sesel) formano una regione delle Seychelles, di 574 abitanti.
Sono composte da cinque gruppi di isole coralline: 
- il Gruppo Corallino Meridionale: Île Plate e Coëtivy;
- le Amirantes;
- le Isole Alphonse: Atollo Alphonse e Atollo Saint François;
- il Gruppo Aldabra: Aldabra, Assumption, Cosmoledo, Astove;
- il Gruppo Farquhar: Farquhar, Providence e di S. Pierre.

Queste isole coprono 211,3 km² (il 46% delle Seychelles), ma meno del 2% della popolazione.
Sono isole coralline sostanzialmente piatte con lunghe barriere coralline. Non posseggono grandi riserve di acqua dolce ed è difficile il sostentamento della vita umana.